# Augusta Wiktoria von Hohenzollern
Augusta Wiktoria von Hohenzollern (ur. 19 sierpnia 1890 w Poczdamie, zm. 29 sierpnia 1966 w Eigeltingen) – żona Manuela II, ostatniego króla Portugalii (de iure królowa Portugalii).

## Rodzina
Była córką księcia Wilhelma von Hohenzollern (1864–1927) i jego żony – księżniczki Królestwa Obojga Sycylii Marii Teresy.
Jej dziadkami ze strony ojca byli książę Hohenzollern, Leopold oraz infantka Antonia Maria Portugalska. Dziadkami ze strony matki byli Ludwik Sycylijski i Matylda Ludwika, księżniczka Bawarii. Ludwik był najstarszym synem króla Obojga Sycylii, Ferdynanda II i jego drugiej żony arcyksiężniczki Marii Teresy Austriackiej. Matylda była siódmym dzieckiem Maksymiliana Józefa, księcia Bawarii, i Ludwiki Wilhelminy, księżniczki Bawarii.
Maria Teresa była córką arcyksięcia Karola Ludwika i księżniczki Henrietty Nassau-Weilburg. Karol był synem cesarza Leopolda II Habsburga i infantki Marii Ludwiki.

## Małżeństwa

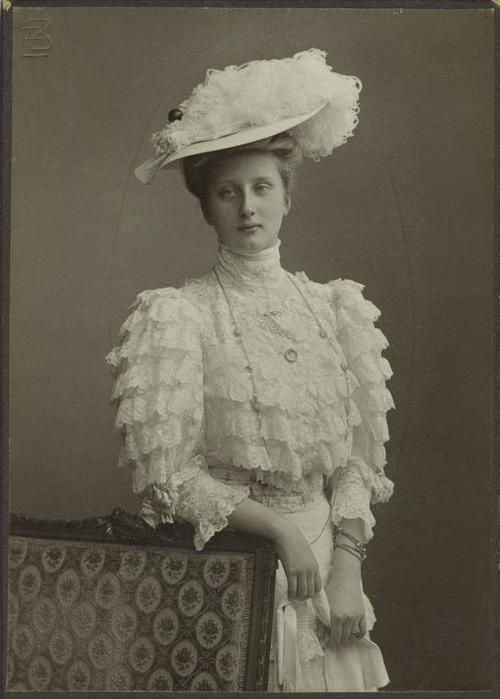
Augusta Wiktoria

4 września 1913 roku, Augusta Wiktoria wyszła za mąż za byłego króla Portugalii Manuela II. Odziedziczył on tron po śmierci ojca Karola I i Ludwika Filipa, swojego starszego brata, 1 lutego 1908 roku. Przyszły mąż Augusty Wiktorii abdykował po wybuchu rewolucji w 4 października 1910 roku, a w Portugalii proklamowano republikę. Manuel zmarł 2 sierpnia 1932 roku w Anglii. Augusta i jej mąż nie mieli dzieci.
23 kwietnia 1939 wyszła ponownie za mąż. Jej drugim mężem został Robert Douglas. Panna młoda miała wtedy czterdzieści dziewięć lat, a jej mąż pięćdziesiąt dziewięć. Z tego małżeństwa również nie urodziły się dzieci. Douglas zmarł w 1955 r.

## Odznaczenia
Dama Orderu Świętej Elżbiety i Krzyża Wielkiego Orderu Vila Viçosa.